# Eventi a Torino
Con la locuzione eventi a Torino si intendono le manifestazione di carattere pubblico o privato che hanno sede periodicamente o eccezionalmente nel comune di Torino. 

## Eventi periodici

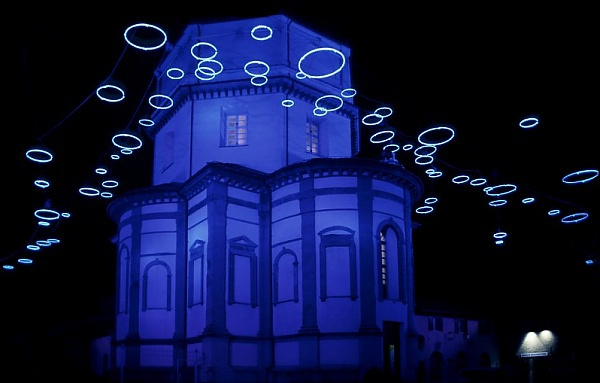
Luci d'artista: Monte dei Cappuccini

- "Luci d'artista": diverse installazioni luminose di artisti contemporanei nei principali luoghi di Torino, per addobbare la città durante il periodo di Natale e anche oltre.
- "EUROMINERALEXPO"[1]: fiera dedicata a minerali, fossili, pietre preziose e bigiotteria, vero punto di riferimento per studiosi e appassionati di geologia, che si svolge a Torino da oltre cinquant'anni, solitamente il primo fine settimana di Ottobre, ospitata nel corso degli anni in varie sedi, dal vecchio "Palazzo a Vela", al Lingotto Fiere, fino al PalaAlpitour.
- "ARTissima": fiera dedicata all'arte contemporanea che si tiene al Lingotto verso novembre.

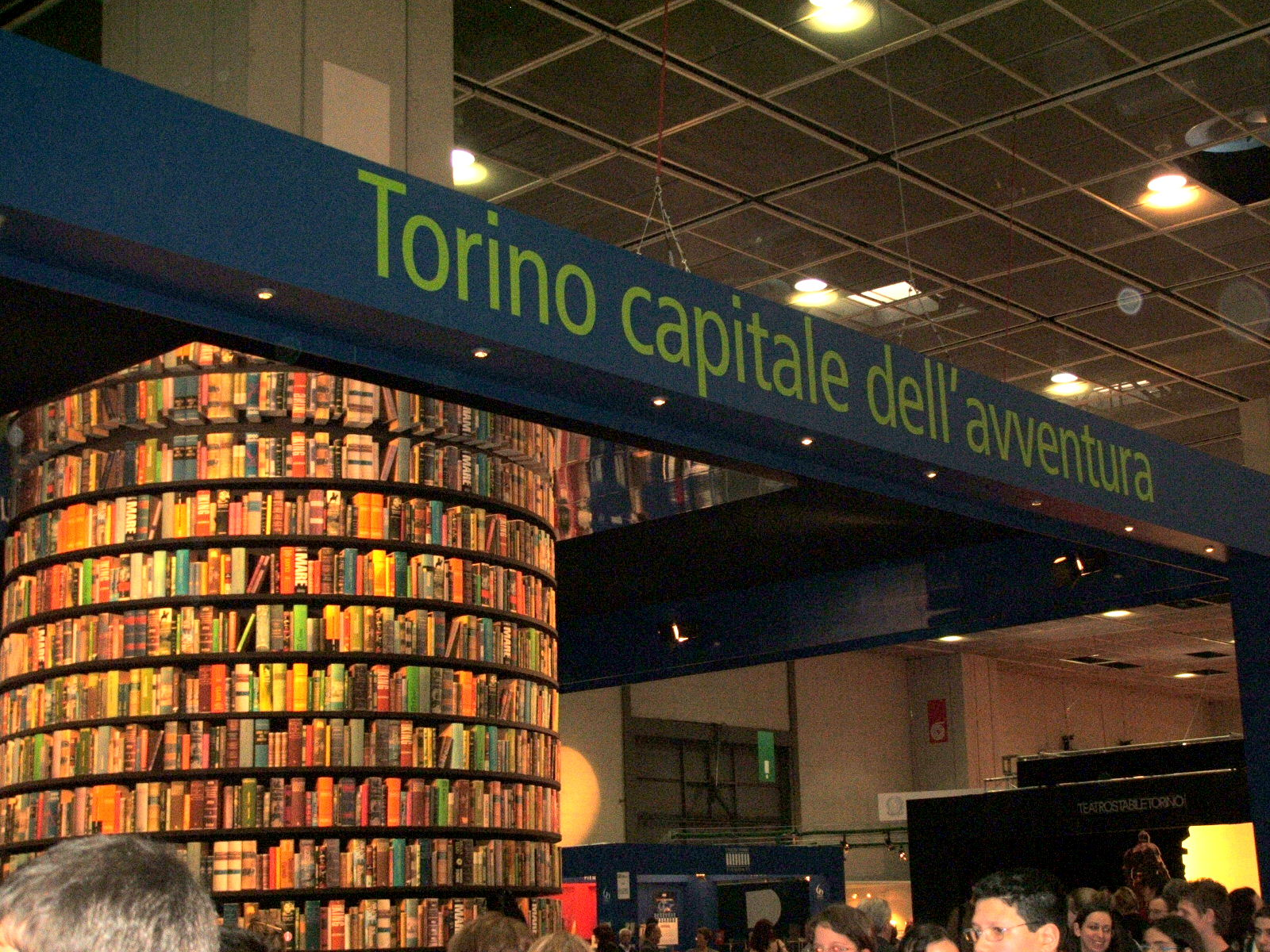
Fiera Internazionale del Libro

- "Salone internazionale del libro": fiera dell'editoria in Italia, che si tiene ogni maggio al Lingotto.
- CioccolaTò: manifestazione fieristica del cioccolato, che si svolge con cadenza annuale.
- Share Festival: evento internazionale di arti e culture digitali che si tiene a novembre al Museo di Scienze Naturali.
- "Festival internazionale Terra Madre": festival biennale fondato nel 2004 da Slow Food presso l'Oval Lingotto sui temi dei modelli di produzione agro-alimentare sostenibili e della salvaguardia della biodiversità, della qualità organolettica ma anche del rispetto dell'ambiente e delle persone. Al Lingotto, in contemporanea, si svolgono il "Salone internazionale del gusto" e il "Salone del vino".
- "Settembre Musica" (vedi sez. Musica).
- Club to Club (vedi sez. Musica).
- "Biennale Democrazia", manifestazione prevista ogni due anni nel mese di aprile a partire dal 2009, dedicata alla riflessione e al confronto sui temi della democrazia, della cultura politica, dello sviluppo e dell'ambiente.
- "Festival delle colline torinesi": festival di teatro contemporaneo che si svolge a Torino dal 1996 impegnando fra luglio e agosto diversi spazi della città.
- "Torino Comics": salone e mostra mercato del fumetto, nata nel 1994, che si svolge in primavera al Lingotto Fiere di Torino.
- "VIEW Conference": evento internazionale incentrato sulla computer grafica, le tecniche interattive, il cinema digitale, l'animazione 2D/3D, i videogiochi e gli effetti visivi. Si tiene ogni anno al Centro Congressi "Torino Incontra" durante la stagione autunnale.
- VIEWFest.: il Festival del Cinema Digitale organizzato da VIEW Conference, si svolge annualmente al Cinema Massimo.
- "Cinema a Palazzo Reale". Arena estiva dedicata ai classici del cinema che si svolge ogni anno, dal 2012, nel Cortile d'Onore di Palazzo Reale.

## Eventi recenti
- Ostensione della Sindone del 1998[2] per celebrare il centenario della prima fotografia della reliquia e il cinquecentenario del Duomo di Torino[3].
- Ostensione della Sindone del 2000 per festeggiare l'anno Giubilare del Millennio[3].
- Dal 10 al 26 febbraio 2006 a Torino si sono svolti i XX Giochi olimpici invernali.
- Dal 10 al 19 marzo 2006 a Torino si sono poi svolti i IX Giochi paralimpici invernali.
- Biennale dei Leoni 2006 (15 luglio - 30 settembre): mostra itinerante che celebra il legame con la città di Lione. Disseminate per le vie e le piazze cittadine, le opere di sessantanove artisti di diversi paesi che raffigurano il toro e il leone, simboli delle due città.
- Torino Capitale Mondiale del Libro: dopo Alessandria d'Egitto, Madrid, Nuova Delhi, Anversa e Montréal, l'UNESCO ha conferito a Torino, in collaborazione con Roma, il titolo di capitale mondiale del libro per il periodo dal 23 aprile 2006 al 22 aprile 2007. Il riconoscimento ha premiato l'attività di promozione della lettura svolta dalla città attraverso il Salone internazionale del libro.
- Torino 2008 World Design Capital: la città nel 2008 è stata la prima "capitale mondiale del design". Il titolo, conferito a Copenaghen dall'ICSID (International Council of Societies of Industrial Design), è stato creato appositamente per la Città di Torino per riconosciuti meriti e competenze presenti sul territorio. Contemporaneamente a tale occasione, dal 30 giugno al 2 luglio, al Lingotto Fiere si è svolto il "XXIII congresso mondiale degli architetti", accompagnato dalla mostra "Architetture sensibili", inaugurata il 26 luglio nel Castello di Rivara.
- Ostensione della Sindone del 2010[3].
- Torino 2010 European Youth Capital: Torino Capitale Europea dei Giovani 2010.
- "Esperienza Italia 150": serie di eventi e di iniziative, svoltesi a Torino per nove mesi a partire dal 17 Marzo 2011 fino a fine anno, per commemorare i 150 anni dell'Unità d'Italia, attraverso mostre tematiche allestite alle Officine Grandi Riparazioni e alla Reggia di Venaria Reale[4][5].
- Ostensione della Sindone del 2015[3].
- Finale europea del Bocuse d'Or (11-12 giugno 2018)[6].
- Climathon 2018 (main stage)[7].
- Eurovision Song Contest 2022 (10, 12 e 14 Maggio 2022)[8]: la Città di Torino ha ospitato l'Eurofestival presso il PalaOlimpico (PalaAlpitour o PalaIsozaki), in seguito alla vittoria dei Måneskin con Zitti e buoni nell'edizione precedente; è stata la terza edizione della manifestazione musicale a svolgersi in Italia, dopo le due edizioni del 1965 e del 1991.